# Кнутово
Кну́тово (рос. Кнутово) — присілок у складі Щучанського району Курганської області, Росія. Входить до складу Ніколаєвської сільської ради.
Населення — 57 осіб (2010, 84 у 2002).
Національний склад станом на 2002 рік: росіяни — 100 %.